# Fredric Muncktell
Fredric Muncktell, född 11 mars 1711 i Falun, död 1 augusti 1763 i Stockholm, var en svensk rådman, manufakturist och riksdagsman.
Fredric Muncktell var son till direktören för Falu bergslags vedkontor Johan Muncktell. Han inskrevs redan 1720 vid Uppsala universitet, och blev 1728 auskultant hos fadern vid bergs- och gruvrätterna i Falun, där han utbildades i räkenskapsföring. Muncktell blev 1729 extraordinarie notarie i gruvrätten, 1731 extraordinarie notarie i bergsrätten och 1732 auskultant i bergskollegium, samma år extraordinarie kammarskrivare där och 1734 tillförordnad notarie vid gruvrätten i Stora Kopparberg. Redan 1737 blev han konststatsinspektör. Han var visserligen endast tredje namn i samband med utnämningen, men fick goda vitsord och lovade dessutom låta företrädaren behålla lönen under sin livstid. Dåvarande bergmästaren Samuel Troili var även Muncktells släkting. 1737 blev han även ledamot av bergsrätten i Falun och var 1737-1762 rådman i Falun, där han 1739 erhöll burskap som förlagshandlare i staden. Han deltog som stadens ledamot vid riksdagarna 1746-1747, 1751-1752 och 1760-1762 och var ledamot av sekreta utskottet 1746-1762. Som riksdagsledamot lyckades han utverka extra anslag till konstarbetena vid Falu gruva och kunde 1751 inviga Fredriks konst för uppumpande av vatten ur Fredriks schakt. 
Muncktell bedrev under 1740- och 1750-talet en omfattande handel med spannmål som köptes upp av Uppsala akademi och såldes till gruvarbetarna i Falun. Tillsammans med sin bror var han även medintressent i det av fadern anlagda Grycksbo pappersbruk. Tillsammans med brodern Johan Martin Muncktell anlade han även 1751 en klädes- och frisfabrik vid Östra Åsen i Falun. Bröderna hade svårt att få arbetare till sin fabrik, men lyckades ändå få viss avkastning från fabriken. 1753 var han i första rummet föreslagen som borgmästare i Falun, men kom att förbigås av bergsmannen Eric Ericsson som var rojalist, då Muncktell själv tillhörde mösspartiet. Efter stadsbranden i Falun 1761, då Muncktell förklarar sig ha förlorat all sin egendom begärde han avsked från posten som konststatsinspektör. Han utsågs i stället till extraordinarie kommissarie i riksbanken. Då riksbanken vid denna tid styrdes av en grupp hattar kan utnämningen ses som politisk. Munktell var dock ingalunda okvalificerad för uppgiften. Som han ansågs behövas vid riksdagen som avslutades först 1762 kom den formella tillträdet att skjutas ett år fram i tiden. Redan under riksdagen beklagade han sig över dålig hälsa, och redan ett år efter dess avslutande avled Muncktell.